# 圣马丹德佩兹里
圣马丹德佩兹里（法語：Saint-Martin-des-Pézerits，法語發音：[sɛ̃ maʁtɛ̃ de pezʁi] ⓘ）是法国奥恩省的一个市镇，属于莫尔塔涅欧佩什区。

## 地理
圣马丹德佩兹里（48°37'59"N, 0°29'25"E）面积4.66 平方千米，位于法国诺曼底大区奧恩省，该省份为法国西北部内陆省份，北起顺时针与卡爾瓦多斯省、厄尔省、厄尔-卢瓦省、萨尔特省、马耶讷省和芒什省接壤。
与圣马丹德佩兹里接壤的市镇（或旧市镇、城区）包括：穆兰拉马什、圣阿基兰-德科尔比永、圣欧班德库特赖、圣旺德塞什鲁夫尔、索利尼拉特拉普。

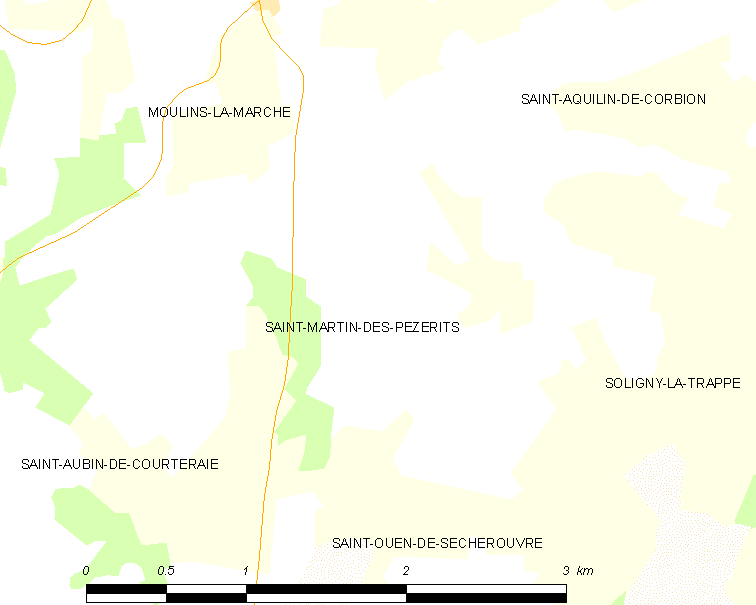
圣马丹德佩兹里的OSM定位图

圣马丹德佩兹里的时区为UTC+01:00、UTC+02:00（夏令时）。

## 行政
圣马丹德佩兹里的邮政编码为61380，INSEE市镇编码为61425。

## 政治
圣马丹德佩兹里所属的省级选区为莫尔塔涅欧佩什县。

## 人口

1962-2008年间圣马丹德佩兹里人口变化图示

圣马丹德佩兹里于2022年1月1日时的人口数量为121人。